# Drosera adelae
Drosera adelae este o specie de plante carnivore din genul Drosera, familia Droseraceae, ordinul Caryophyllales, descrisă de Ferdinand von Mueller.
Este endemică în:
- Coral Sea Is. Territory.
- Queensland.

Conform Catalogue of Life specia Drosera adelae nu are subspecii cunoscute.

## Galerie

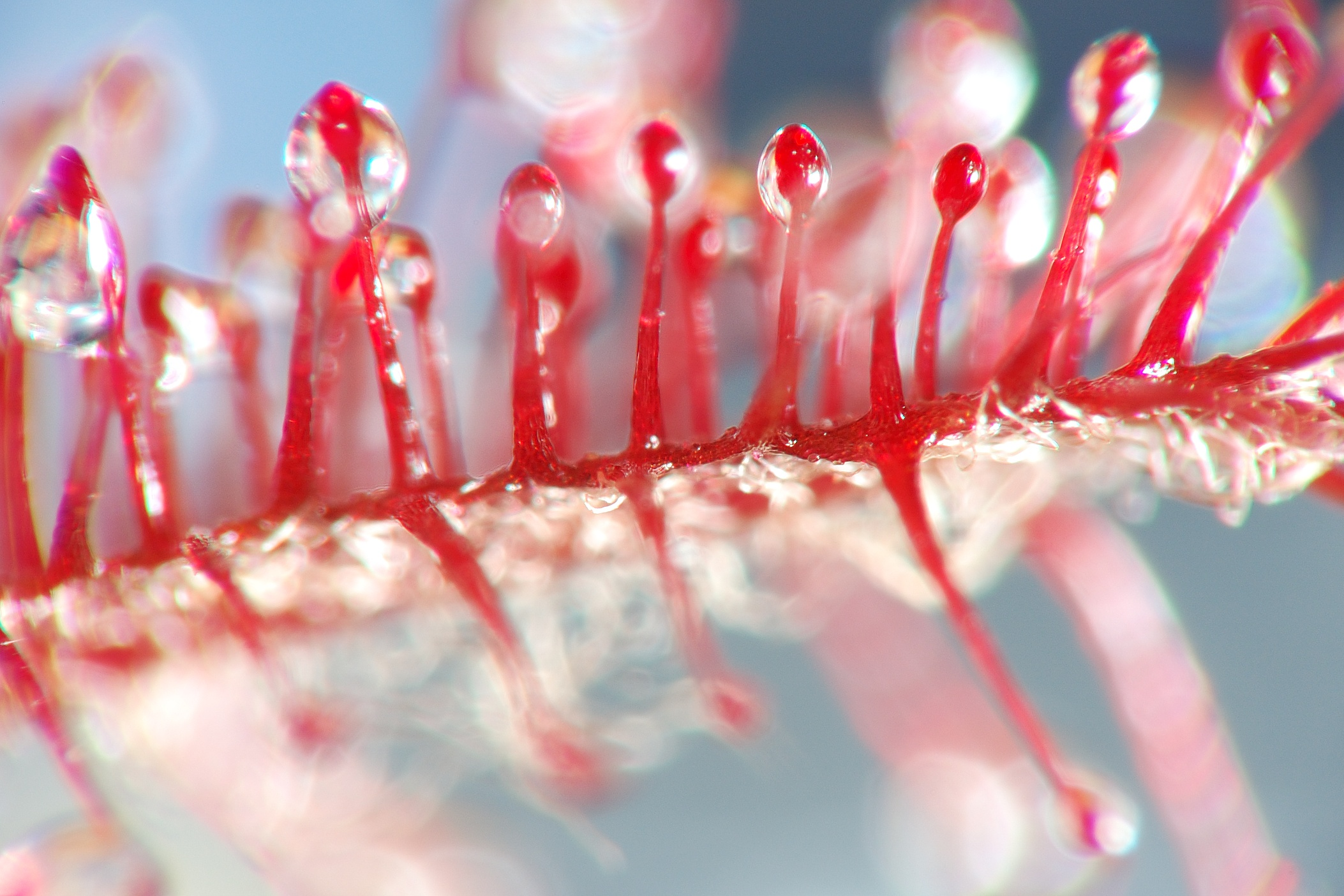
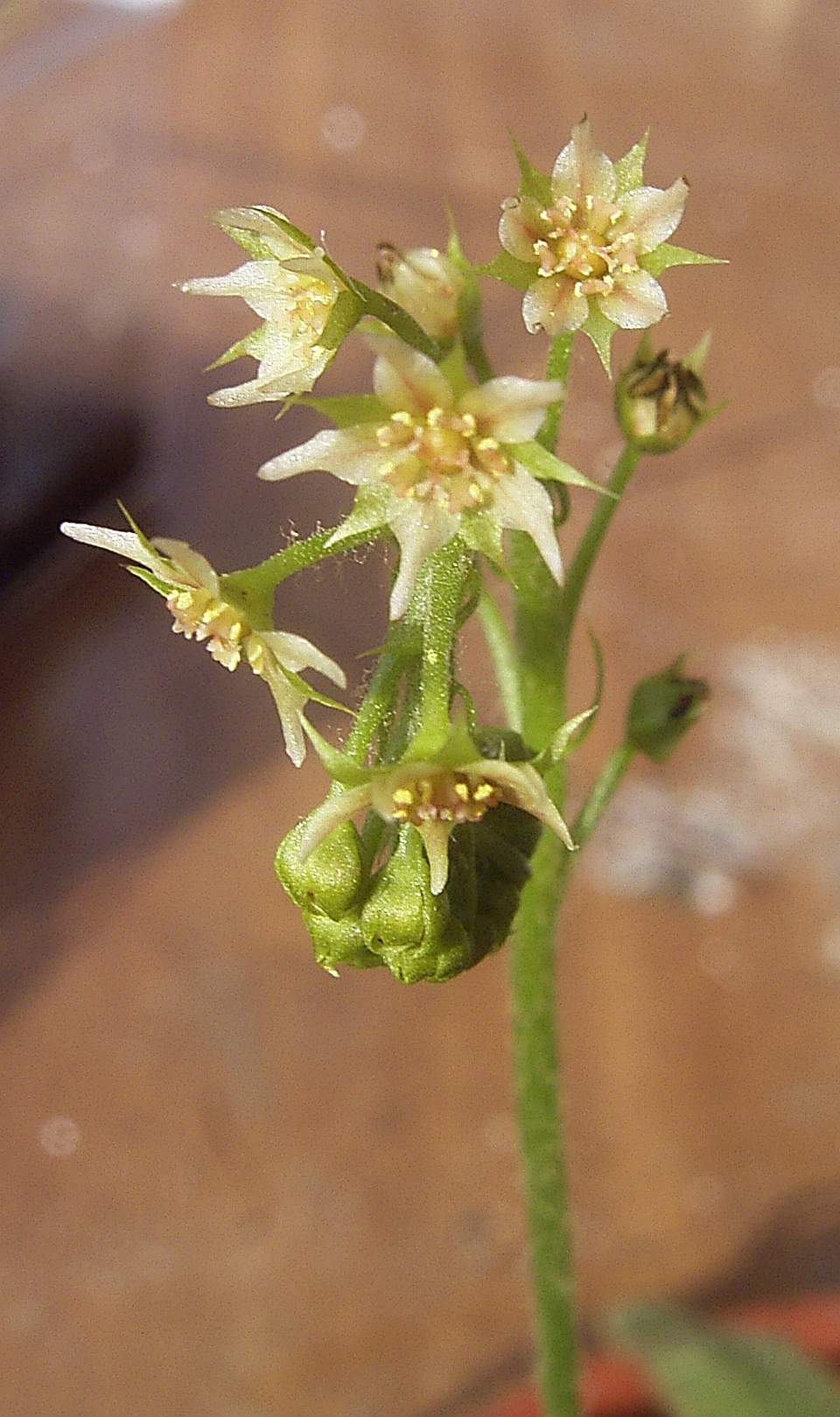
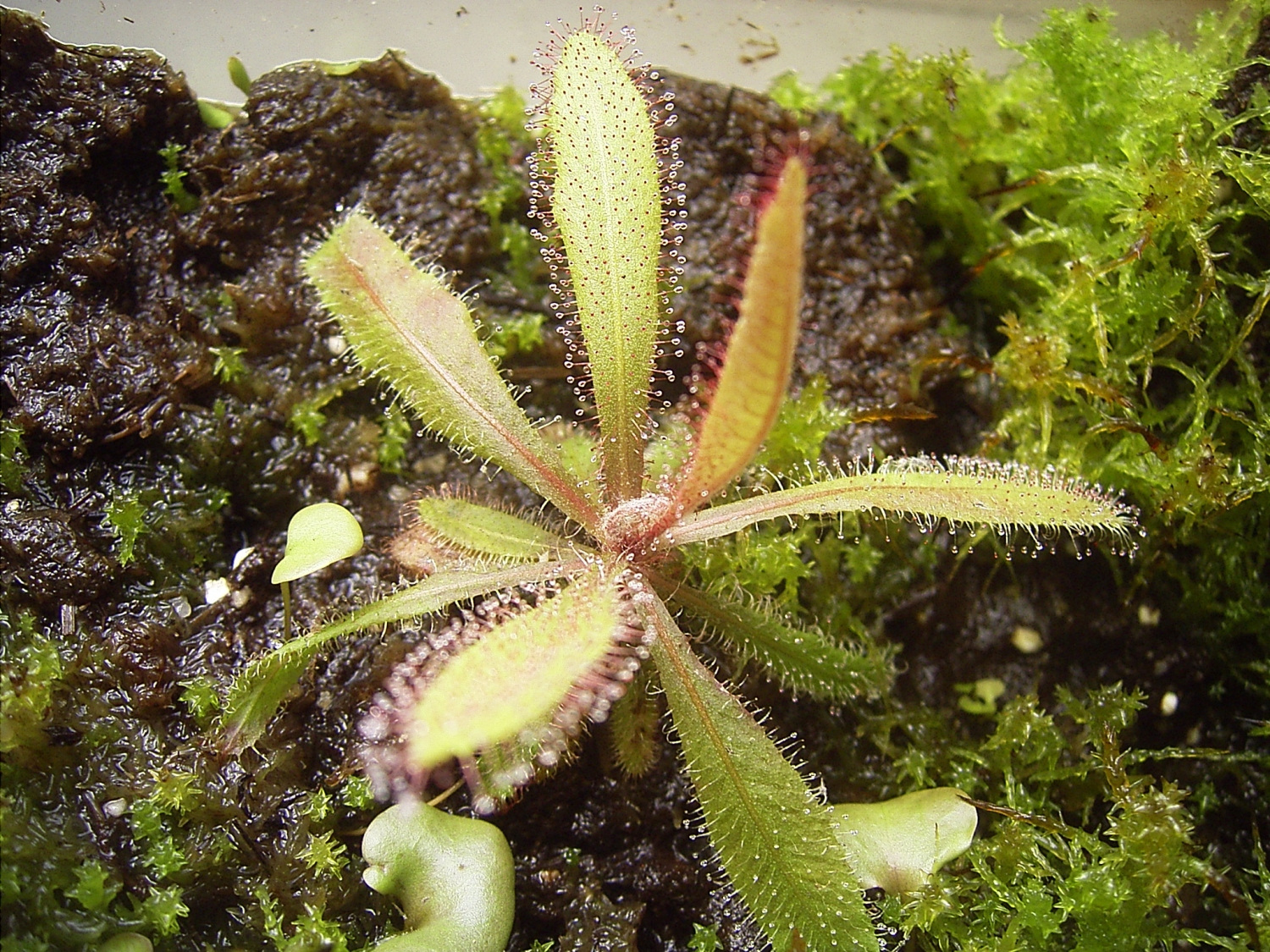
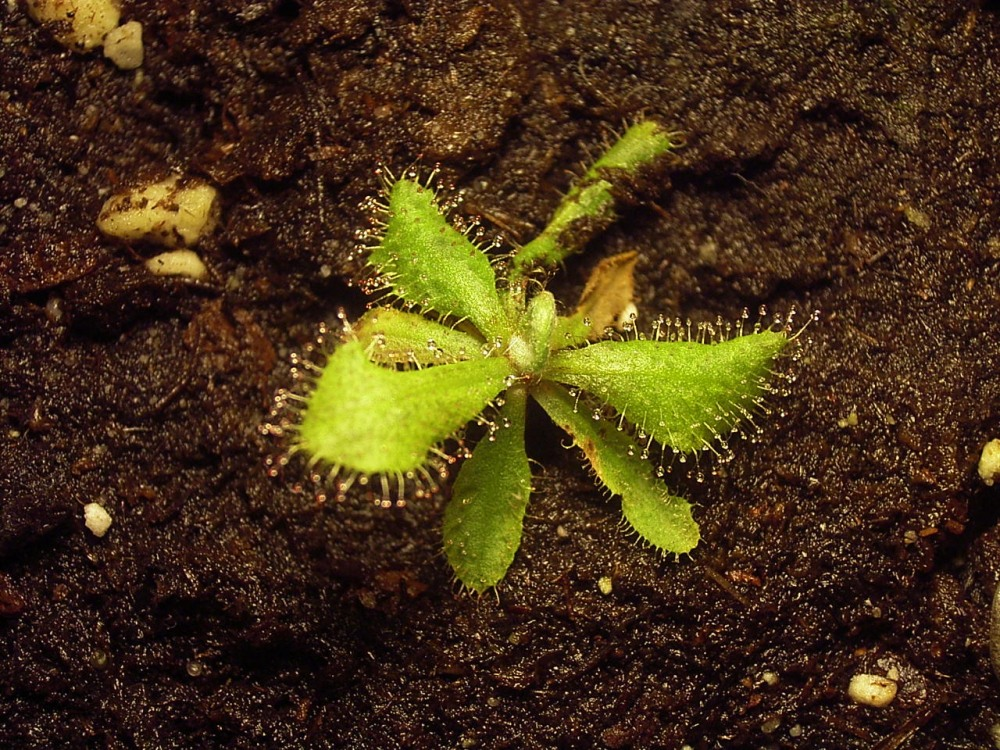
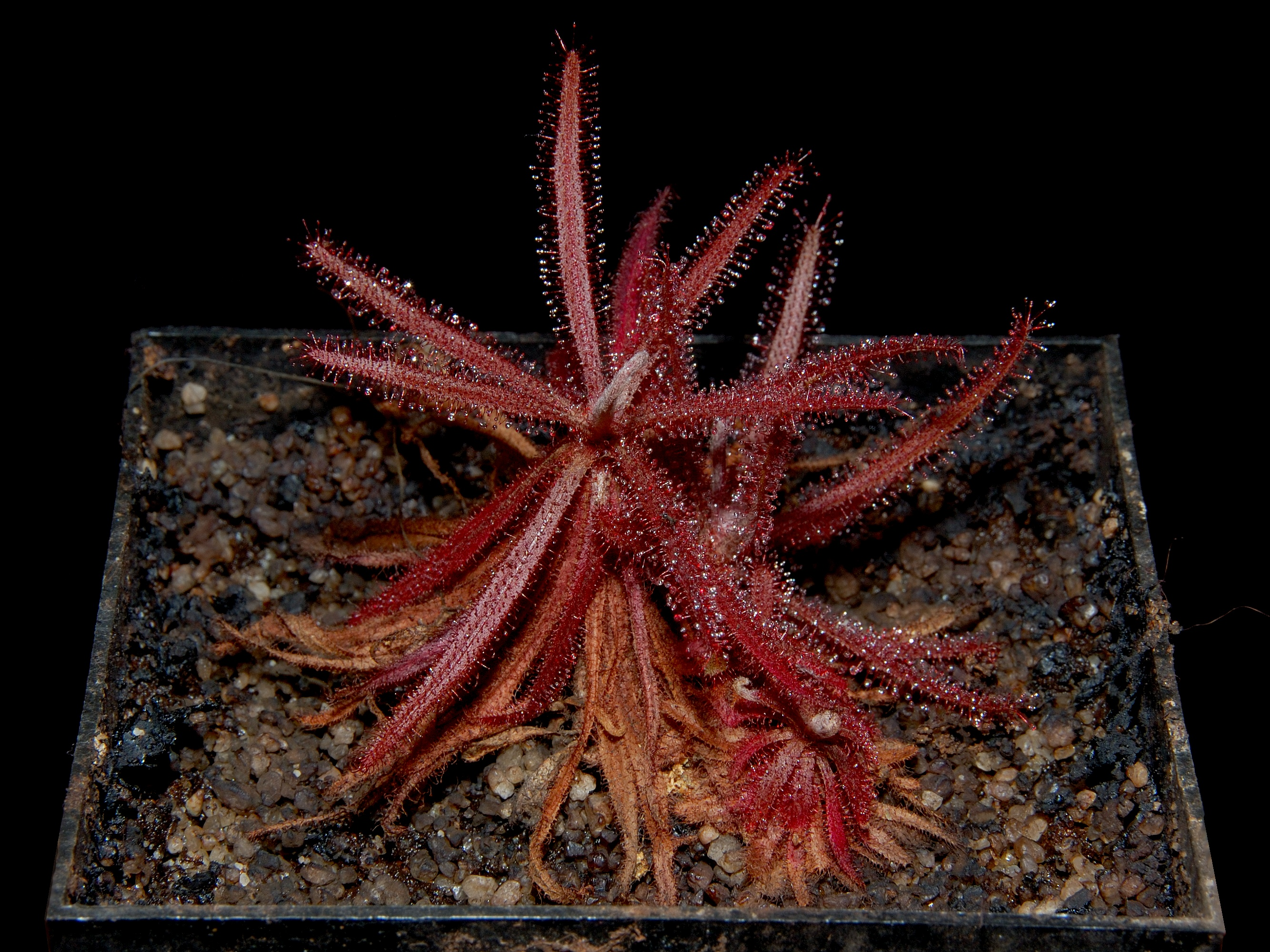